# الکس انگلیش
الکس انگلیش (انگلیسی: Alex English؛ زادهٔ ۵ ژانویهٔ ۱۹۵۴) بازیکن بسکتبال اهل ایالات متحده آمریکا است.
از فیلم‌ها یا برنامه‌های تلویزیونی که وی در آن نقش داشته‌است می‌توان به گریس و چاک شگفتانگیز اشاره کرد.
از باشگاه‌هایی که در آن بازی کرده‌است می‌توان به دالاس ماوریکس، دنور ناگتس، و ایندیانا پیسرز اشاره کرد.